# Плетевидный полоз
Плетевидный полоз (лат. Masticophis flagellum) — вид змей из семейства ужеобразных, обитающий в Северной Америке.

## Описание
Общая длина колеблется от 1,6 до 2,5 м. Голова короткая с большими глазами. Туловище стройное, с гладкой чешуёй. Хвост длинный, покрыт мелкой чешуёй, напоминает туго сплетённый кнут. Окраска коричневая, красно-коричневая, серая или розовая, с нечёткими пятнами, особенно в передней части тела.

## Образ жизни
Населяет различные биотопы: от пустынь до лесов и сельскохозяйственных угодий. Активен днём, питается ящерицами, змеями, птицами и их яйцами, мелкими млекопитающими.
Продолжительность жизни 18 лет.

## Размножение
Это яйцекладущая змея. Самка откладывает от 16 до 20 яиц. Через 6—11 недель появляются молодые полозы длиной 30 см.

## Распространение
Обитает на юге США от Калифорнии до Флориды, и на севере Мексики в штатах Баха-Калифорния, Сонора, Чиуауа, Синалоа, Дуранго, Коауила, Нуэво-Леон, Сакатекас, Сан-Луис-Потоси, Тамаулипас, Керетаро, Агуаскальентесе.

## Подвиды
- Masticophis flagellum cingulum (Lowe & Woodin, 1954)
- Masticophis flagellum flagellum Shaw, 1802
- Masticophis flagellum lineatulus (Smith, 1941)
- Masticophis flagellum piceus (Cope, 1892)
- Masticophis flagellum ruddocki (Brattstrom & Warren, 1953)
- Masticophis flagellum testaceus Say, 1823[2]

## Галерея

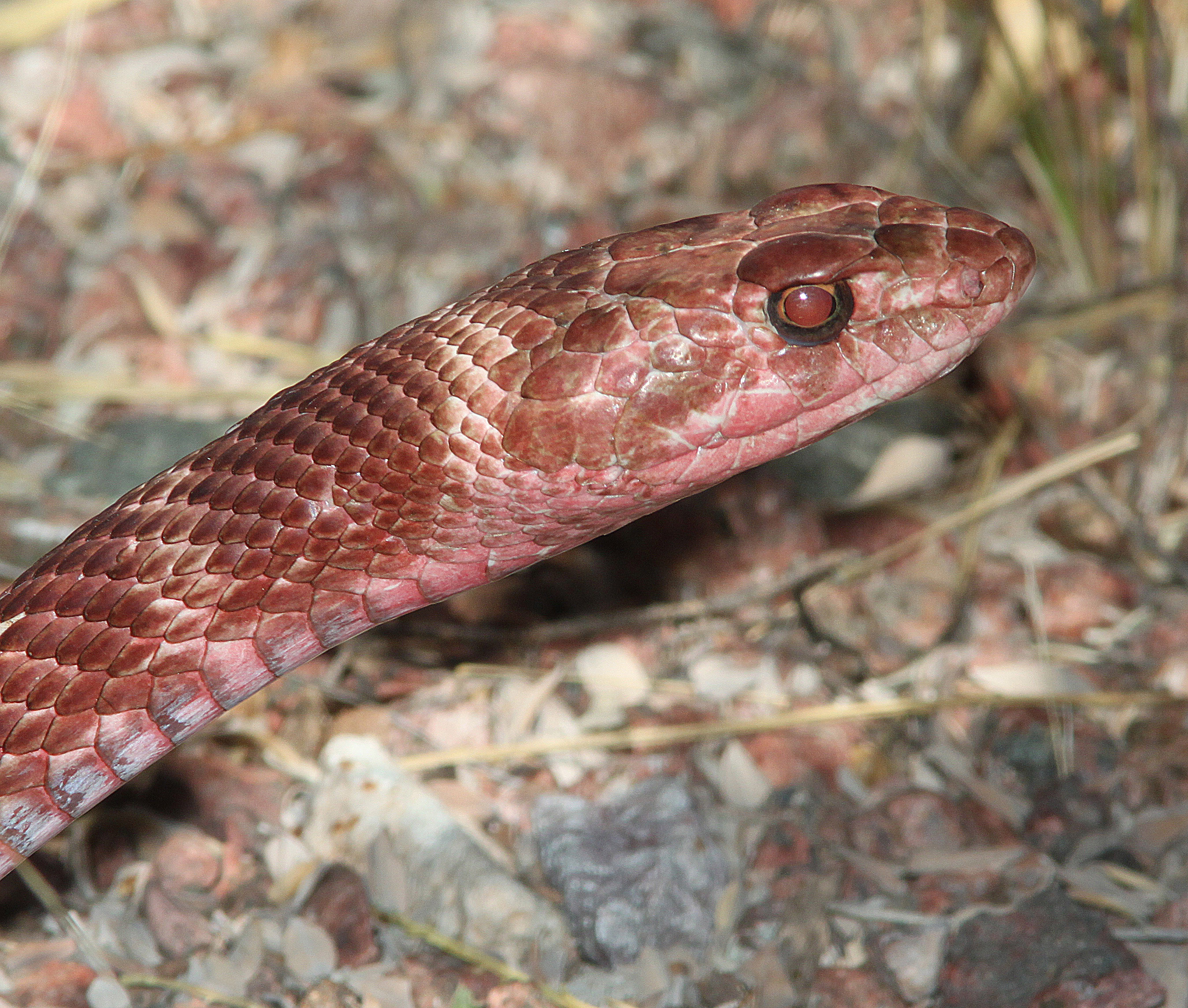
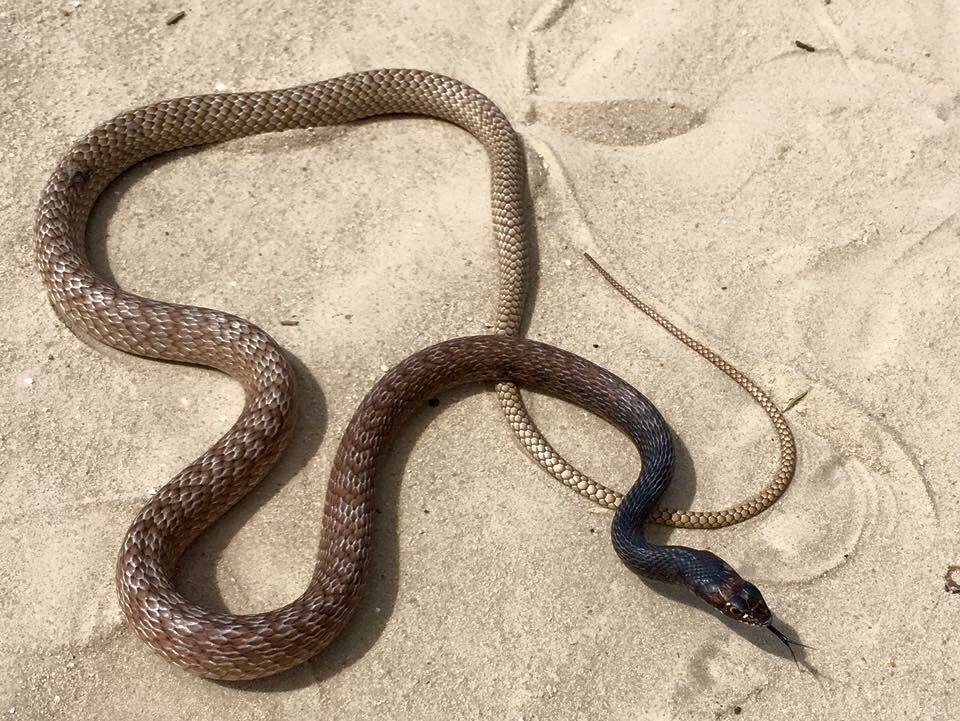
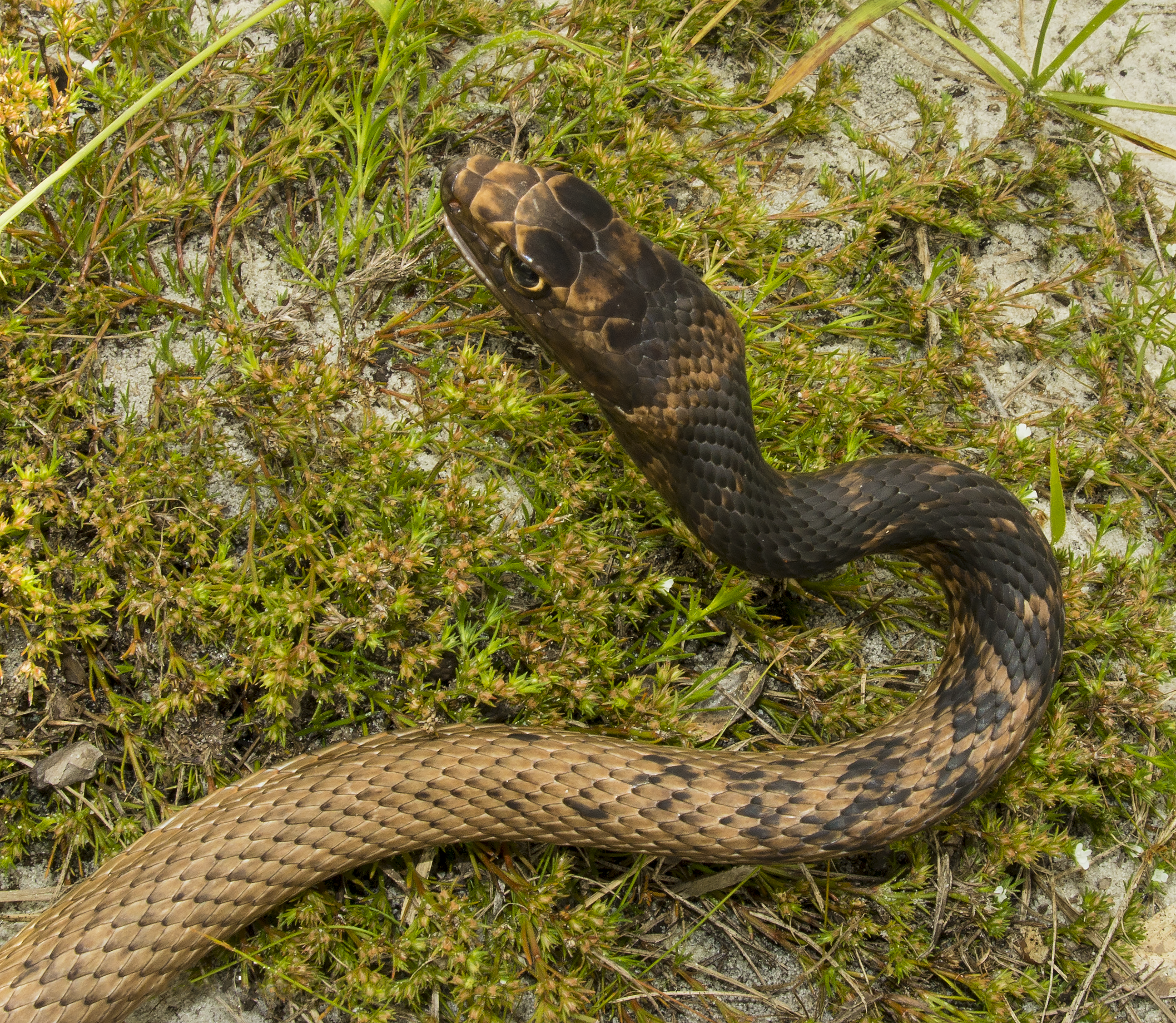
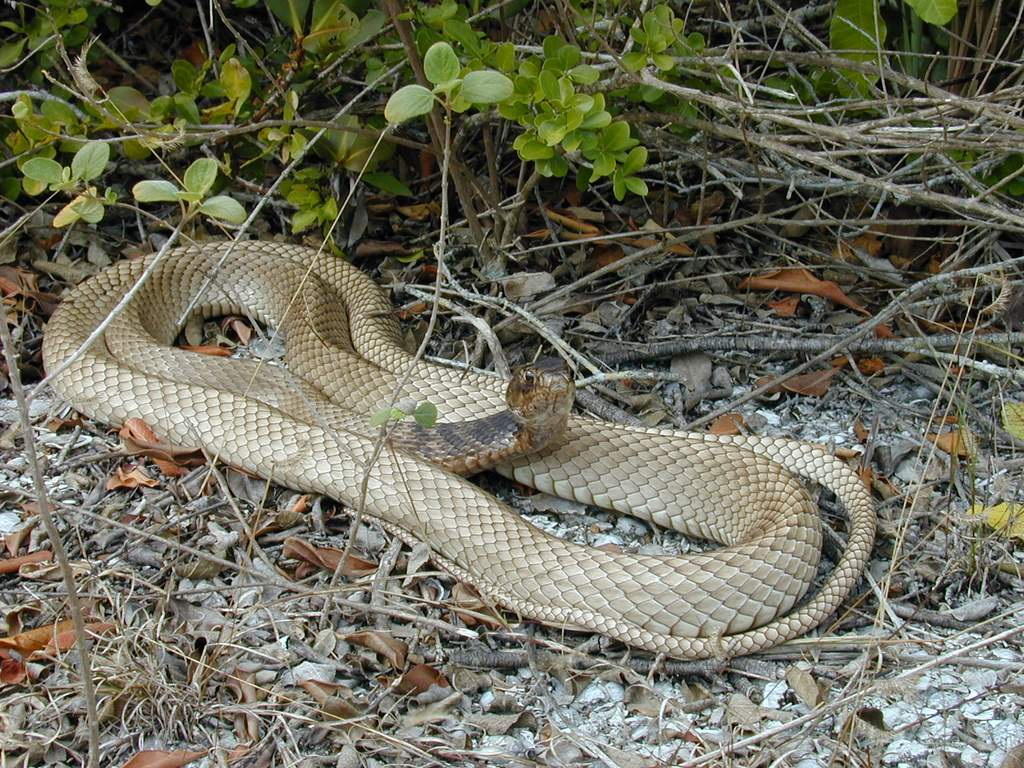